# Uprchlický olympijský tým na Letních olympijských hrách 2024
Uprchlický olympijský tým (francouzsky Équipe olympique des réfugiés, ÉOR), který soutěžil na Letních olympijských hrách 2024 v Paříži, tvořilo 37 sportovců z 11 zemí. Účastnil se soutěží ve 12 sportech. 

## Medailisté
Kamerunská boxerka Cindy Ngamba vyhrála bronzovou medaili v boxu a stala se vůbec první olympioničkou, která získala medaili pro olympijský tým uprchlíků.

## Účastníci
LOH v Paříži se pod olympijskou vlajkou zúčastnilo ve 12 sportech celkem 37 sportovců:
- nejpočetnější byly skupiny z asijských zemí: z Íránu 14 účastníků, ze Sýrie 5 účastníků, z Afghánistánu rovněž 5 účastníků
- další jednotlivci pocházeli z afrických zemí: Eritrea, Etiopie, Jižní Súdán, Kamerun, Konžská republika, Súdán
- další jednotlivci z Latinské Ameriky: Kuba, Venezuela

| Atlet                         | Země původu       | Hostitelský NOV        | Sport             |
| ----------------------------- | ----------------- | ---------------------- | ----------------- |
| Dorian Keletela               | Konžská republika | Francie                | Atletika          |
| Musa Suliman                  | Súdán             | Švýcarsko              | Atletika          |
| Dominic Lobalu                | Jižní Súdán       | Švýcarsko              | Atletika          |
| Jamal Abdelmaji Eisa Mohammed | Súdán             | Izrael                 | Atletika          |
| Tachlowini Gabriyesos         | Eritrea           | Izrael                 | Atletika          |
| Mohammad Amin Alsalami        | Sýrie             | Německo                | Atletika          |
| Perina Lokure                 | Jižní Súdán       | Keňa                   | Atletika          |
| Farida Abaroge                | Etiopie           | Francie                | Atletika          |
| Dorsa Yavarivafa              | Írán              | Spojené království     | Badminton         |
| Omid Ahmadisafa               | Írán              | Německo                | Box               |
| Cindy Ngamba                  | Kamerun           | Spojené království     | Box               |
| Manizha Talash                | Afghánistán       | Španělsko              | Breakdance        |
| Amir Rezanejad                | Írán              | Německo                | Kanoistika        |
| Fernando Jorge                | Kuba              | Spojené státy americké | Kanoistika        |
| Saeid Fazloula                | Írán              | Německo                | Kanoistika        |
| Saman Soltani                 | Írán              | Rakousko               | Kanoistika        |
| Amir Ansari                   | Afghánistán       | Švédsko                | Cyklistika        |
| Eyeru Tesfoam Gebru           | Etiopie           | Francie                | Cyklistika        |
| Mohammad Rashnonezhad         | Írán              | Nizozemsko             | Judo              |
| Sibghatullah Arab             | Afghánistán       | Německo                | Judo              |
| Adnan Khankan                 | Sýrie             | Německo                | Judo              |
| Muna Dahouk                   | Sýrie             | Nizozemsko             | Judo              |
| Nigara Shaheen                | Afghánistán       | Kanada                 | Judo              |
| Mahboubeh Barbari Zharfi      | Írán              | Německo                | Judo              |
| Francisco Edilio Centeno      | Venezuela         | Mexiko                 | Sportovní střelba |
| Luna Solomon                  | Eritrea           | Švýcarsko              | Sportovní střelba |
| Alaa Maso                     | Sýrie             | Německo                | Plavání           |
| Matin Balsini                 | Írán              | Spojené království     | Plavání           |
| Hadi Tiran                    | Írán              | Itálie                 | Taekwondo         |
| Yahya Al-Ghotany              | Sýrie             | Jordánsko              | Taekwondo         |
| Farzad Mansouri               | Afghánistán       | Spojené království     | Taekwondo         |
| Kasra Mehdipournejad          | Írán              | Německo                | Taekwondo         |
| Dina Pouryounes               | Írán              | Nizozemsko             | Taekwondo         |
| Ramiro Mora Romero            | Kuba              | Spojené království     | Vzpírání          |
| Yekta Jamali                  | Írán              | Německo                | Vzpírání          |
| Iman Mahdavi                  | Írán              | Itálie                 | Zápas             |
| Jamal Valizadeh               | Írán              | Francie                | Zápas             |

## Diskvalifikace
Afghánská tanečnice breakdance Manizha Talash byla diskvalifikována poté, co při soutěži měla na sobě šátek s nápisem „Osvoboďte afghánské ženy“ (Free Afghan women). Politická prohlášení a slogany jsou na sportovištích a stupních vítězů během olympiády zakázány.